# Nederlandse Omroep Stichting
La Nederlandse Omroep Stichting o NOS (en español: Fundación de Radiodifusión Neerlandesa) es uno de los organismos de radiodifusión pertenecientes a la Nederlandse Publieke Omroep. Tiene la obligación legal de hacer noticiarios y programas deportivos para los tres canales de televisión (así como la producción de sus respectivos teletextos) y los seis servicios de radio públicos de los Países Bajos.

## Historia
La NOS comenzó sus operaciones el 29 de mayo de 1969, siendo establecida por ley el 28 de febrero de 1967, fusionando las entonces existentes Unión de Radios de Holanda (establecida en 1947) y la Fundación de Televisión de los Países Bajos (establecida en 1951). Desde entonces, la NOS se encargó de la tarea de coordinar las actividades de los cinco primeros organismos de radiodifusión (AVRO, KRO, NCRV, VPRO y VARA), operando sus estaciones de transmisión y proporcionando al menos el 25% de toda la producción televisiva y el 15% de toda la producción radial.
Desde diciembre de 1994, las responsabilidades de la NOS fueron derivadas hacia la entrega imparcial de información, deportes y eventos en vivo. Desde 2006 entró en vigor un plan de reestructuración del ente, con el fin de crear una organización que recolecte información durante las 24 horas del día y "transformar el ente desde una plataforma de gran organización a una plataforma que logre un equilibrio entre la misma y su orientación temática", lo que finalmente podría significar la división de la NPO más allá de la propia NOS.
La NOS (bajo el nombre de NRU Unión de Radios de Holanda) fue uno de los 23 miembros fundadores de la Unión Europea de Radiodifusión. Desde septiembre de 2002, su membresía fue traspasada a la Nederlandse Publieke Omroep.